# 屋崙聯合校區
屋崙聯合校區（Oakland Unified School District, OUSD）是美国加利福利亚州阿拉米達縣的学区, 总部在奥克兰。 2006-2007学年OUSD有了64个小学，20个初中，23个高中，和34个“charter school”。 2006-2007学年OUSD也有了39,705名学生。